# Каррерас, Дионисио
Диони́сио Карре́рас Сальвадо́р (исп. Dionisio Carreras Salvador; 9 октября 1890, Кодо — 16 июля 1949, там же) — испанский легкоатлет, специалист по бегу на длинные дистанции и марафону. Один из первопроходцев спортивного бега в Арагоне, участник летних Олимпийских игр в Париже.

## Биография
Дионисио Каррерас родился 9 октября 1890 года в муниципалитете Кодо провинции Сарагоса автономного сообщества Арагон. Его отец был известным футболистом, и сын так же выбрал для себя спортивный путь, прежде всего бег. Дионисио был наделён талантом и хорошими природными данными, но при этом у него не было личного тренера и какой-то продуманной тренировочной программы. Известно, что он не отличался высокой спортивной дисциплинированностью и не соблюдал режим: имел пристрастие к алкоголю и табаку, был падок до женщин.
Регулярного принимал участие в различных местных забегах, где в качестве приза победители награждались курами, либо совсем небольшим денежным вознаграждением. При этом он ежедневно работал в полях и в условиях нехватки транспортных средств, часто передвигался по сельской местности с помощью бега. Однажды после шестичасового рабочего дня он выиграл сразу два забега в Пуэбла-де-Альбортоне и Асуаре, затем уже глубокой ночью вернулся домой и съел одну из полученных куриц. Известно, что в качестве тренировки он часто бегал к своей девушке в Сарагосу на расстояние около 51 км.
Получив некоторую известность в спортивных кругах, Каррерас переехал на постоянное жительство в Сарагосу и стал представлять местный клуб «Реал Сарагоса». Одновременно с этим ради получения жилья подрабатывал дворником.
Наибольшего успеха в своей спортивной карьере добился в 1924 году, когда благодаря череде удачных выступлений вошёл в состав испанской национальной сборной и удостоился права защищать честь страны на летних Олимпийских играх в Париже. Стартовал на марафонской дистанции и, несмотря на возникавшие в ходе забега трудности, сумел финишировать на достаточно высокой девятой позиции, показав время 2:57:18 — отстал от победителя Альбина Стенрооса примерно на 16 минут.
После парижской Олимпиады продолжил спортивную карьеру, в частности в 1926 году одержал победу в забеге Беовия — Сан-Себастьян. Планировалось его участие в Олимпийских играх 1928 года в Амстердаме, однако из-за болезни он вынужден был отказаться от участия в них.
Умер 16 июля 1949 года в Кодо в возрасте 58 лет от рака двенадцатиперстной кишки.